# Мындагай
Мындагай (якут. Мындаҕаайы) — населённый пункт в России, пятое по величине село в Чурапчинском улусе Республики Саха (Якутия), административный центр Болугурского наслега. 
Расположено на левом берегу реки Амга.

## Население
| 1989 | 2002  | 2010  | 2021  |
| ---- | ----- | ----- | ----- |
| 1200 | ↘1128 | ↘1046 | ↗1100 |

## Описание
Основа экономики — сельское хозяйство (разведение крупного рогатого скота, выращивание пшеничных культур). В селе находятся речная пристань, животноводческий комплекс, молочный комбинат, а также предприятия местной промышленности. 
Из общественных заведений в Мындагае расположены 2 детских дошкольных учреждения, Амгинская средняя общеобразовательная школа имени Героя Социалистического Труда  Р. И. Константинова, местный Дом культуры, немногочисленные учреждения здравоохранения и торговли.
Среди местного населения преобладают национальные виды ремёсел, рыболовство, охота.

## Достопримечательности
- Памятник воинам-землякам, погибшим в годы Великой Отечественной войны в прибрежной зоне реки Амги.